# والتر فرانك
والتر فرانك (بالألمانية: Walter Frank)‏ هو مؤرخ ألماني، ولد في 12 فبراير 1900 في فورت في ألمانيا، وتوفي في 9 مايو 1945 في براونشفايغ في ألمانيا.